# William Horatio Bates

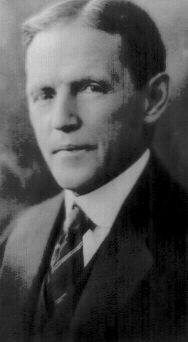
William Horatio Bates

William Horatio Bates (ur. 23 grudnia 1860, zm. 10 lipca 1931) – amerykański lekarz okulista, twórca metody leczenia oczu znanej dziś jako metoda Batesa.
W 1920 roku opublikował książkę The Cure of Imperfect Sight by Treatment Without Glasses.
W Polsce metoda Batesa jest znana pod nazwą sztuka świadomego widzenia. Jest ona oparta na założeniu, że oko tak jak inny narząd człowieka regeneruje się. Bates zakładał, że wzrok można znacznie poprawić, a nawet całkowicie wyleczyć poprzez odpowiednie ćwiczenia oka. Bates potępiał noszenie okularów, które porównywał do podpierania się kulami przy niedowładzie nóg. Osoba, która nie odrzuci kul, nie odzyska sprawności w kończynach, tak samo jest ze wzrokiem. Trzeba ćwiczyć wzrok, żeby odzyskać sprawność – twierdził Bates.
Po gwałtownym rozwoju medycyny w XX wieku wiele poglądów Batesa okazało się błędnych. Jego metoda nie jest obecnie stosowana przez lekarzy, a niektóre jego zalecenia są wręcz uznawane za szkodliwe i niebezpieczne (np. patrzenie na słońce). Mimo to metoda Batesa wciąż cieszy się popularnością, a jego książki są na nowo wydawane. Osobom cierpiącym z powodu wad wzroku współczesna medycyna ma bowiem nadal do zaoferowania jedynie różnorakie metody korekcji optycznej.

## Palming
Jedna z metod relaksacji wzroku, zwana też nakładaniem dłoni, opracowana w 1929 roku Batesa. Uważał on, że główną przyczyną problemów z widzeniem jest stresujący tryb życia, dlatego szukał sposobu na odprężenie oczu. Stworzył teorię mówiącą o tym, że aby wyleczyć zaburzenia wzroku, należy zająć się całym ciałem oraz psychiką człowieka. Palming polega na zakrywaniu oczu dłońmi tak, aby całkowicie zablokować dopływ światła i wizualizowaniu sobie idealnej czerni. Im głębszą ciemność ma się przed oczami, tym bardziej są one odprężone.